# Prunus sacra
Prunus sacra är en rosväxtart som beskrevs av Manabu Miyoshi. Prunus sacra ingår i släktet prunusar, och familjen rosväxter. Inga underarter finns listade i Catalogue of Life.